# Рыскулово (Алматинская область)
Рыскулово (каз. Рысқұлов) — село в Талгарском районе Алматинской области Казахстана. Входит в состав Алатауского сельского округа. Код КАТО — 196233800.

## Население
В 1999 году население села составляло 2387 человек (1187 мужчин и 1200 женщин). По данным переписи 2009 года, в селе проживало 2979 человек (1479 мужчин и 1500 женщин).